# Franz Wieacker
Franz Wieacker (5 de agosto de 1908, Stargard, Pommern; 17 de fevereiro de 1994, Göttingen) foi um advogado e historiador do direito alemão.

## Biografia

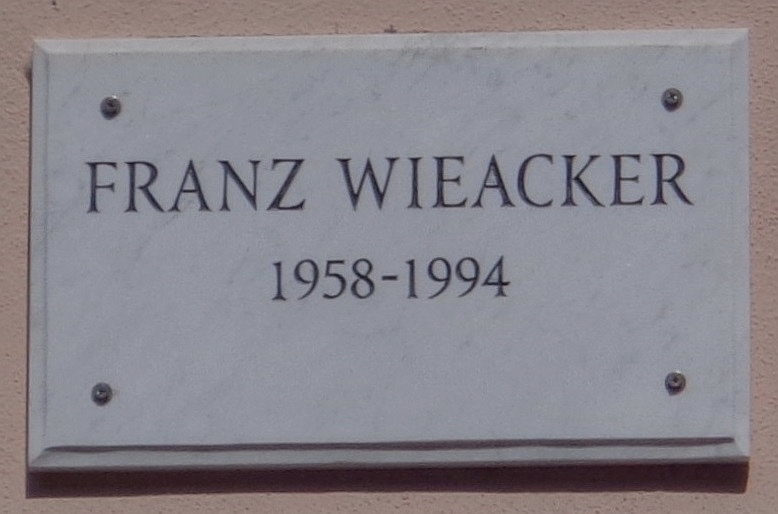
Placa comemorativa para Franz Wieacker na casa Michaelis

Os pais de Wieackers foram Franz Wieacker, (Presidente do tribunal de comarca do Stade, e sua esposa, Johanna, geb. Ostendorf, a partir de Schleswig. Wieacker visita a uma escola em Weilburg e o Ateneu, no Stade. Depois de se formar na Ernestinum Celle, ele estudou direito na Eberhard-Karls-universität Tübingen. Em 1926 tornou-se membro do Corpo de Rhenania Tübingen, , intimamente ligado permaneceu. Como Inativo , ele se mudou para a Ludwig-Maximilians-Universität München e  Georg-August-Universidade de Göttingen.
Após o primeiro exame de ordem, foi trabalhar junto ao professor Fritz Pringsheim na Albert-Ludwigs-Universidade de Freiburg em 1929. No ano seguinte, recebeu seu doutorado com uma tese sobre os problemas da cláusula de expiração de compra. Foi influenciado por Otto Lenel e Joseph Partsch. Professor desde 1933, lecionou por dois semestres como docente convidado da Christian-Albrechts-Universidade de Kiel. Argumentou que a escola de direito deveria ser desenvolvida em um modelo nacional-socialista. Ele era um membro do NSDAP, e da associação de professores nacional-socialista. Além disso, ele foi, desde 1937, um membro da Academia Nacional Socialista de Direito Alemão, fundada por Hans Frank. Posteriormente assumiu um assento na Comissão de Justiça Juvenil e participou durante a Segunda Guerra Mundial, da ação Ritterbusch - um programa de atos sociais e demográficos na Alemanha.
A Universidade de Leipzig nomeou Wieacker professor extraordinário em 1937, e, em 1939, professor catedrático. Após o serviço de guerra e alguns meses como prisioneiro de guerra, retornou, no semestre de inverno de 1945, como professor em Göttingen. Em 1948, tornou-se professor de direito romano, direito civil, direito privado moderno e de história do direito na Universidade de Freiburg. Em 1953, mudou-se para Göttingen. Lá, ele se tornou professor emérito em 1973. Com um pequeno telescópio, admirava os espectáculos de astronomia. No funeral, na igreja St. Nikolai em Göttingen, no dia 24 de fevereiro de 1994,  Lothar Perlitt e Okko Behrends realizaram discursos sobre Wieacker.
Wieacker era Doutor Honorário pelas universidades de Barcelona, Freiburg, Glasgow e Uppsala. Em 1969 foi aceito na Ordem Pour le Mérite. Foi também agraciado com a Grã-Cruz de Mérito da República Federal da Alemanha, com a Grã-Cruz de Mérito da Ordem de Mérito da Baixa Saxônia, e com o Prêmio Feltrinelli Italiano (1985). A cidade de Göttingen lhe premiou com uma cidadania honorária e lhe honrou no seu centésimo aniversário com uma placa comemorativa na Michaelishaus, antiga sede do Instituto de Direito Romano e Common Law de Wieacker.
Durante o periodo pós-guerra, foi um dos principais juristas da Alemanha. Estudou intensamente a história das obras jurídicas clássicas, reconstruindo alguns dos textos. Seu trabalho foi publicado em 1960: "Estágios Literários dod Advogados Clássicos". Outras obras importantes incluem "História do Direito Privado dos Tempos Modernos com Considerações Especiais sobre o Desenvolvimento Alemão (1952)", que foi uma apresentação geral da disciplina jurídica, e uma sobre a história jurídica Romana, em dois volumes, no "Manual de Estudos Antigos" de 1988 e 2006.

## Obras Selecionadas
- "História do Direito Privado dos Tempos Modernos com Considerações Especiais sobre o Desenvolvimento Alemão. Vandenhoeck & Ruprecht, Göttingen 1952, com mais de ed. Em 1967, 1996, 2016.
- "Estágios Literários dod Advogados Clássicos"  Vandenhoeck & Ruprecht, Göttingen, 1960.
- Pequenos escritos jurídicos. Uma coleção de direito civil-contribuições a partir dos anos 1932-1986.  [Ed. de pintou este selhorst], Schwartz, Göttingen, 1988, ISBN 978-3-509-01480-8.
- Obras de Direito Civil (1934-1942).  Ed. por Christian Wollschläger. Klostermann, Frankfurt am Main, 2000, ISBN 978-3-465-03110-9.

## Literatura
- Rainer Assmann: Franz Wieacker Rhenaniae De Tübingen. Em: Deutsche Corpo Zeitung.  1994, p. 91-94.
- Okko Behrends: Franz Wieacker 5.8.1908 – 17.2.1994. In: revista de Savigny Fundação para a história jurídica, Romanistic Departamento, 112 (1995), p. XIII–TIDAS.
- Okko Behrends, Eva Schumann (Ed.): Franz Wieacker. Historiadores do moderno direito privado.  Wallstein-Verlag, Göttingen, 2010, ISBN 978-3-8353-0763-6.
- Raoul C. van Caenegem: Legal historiadores eu ter conhecido: um livro de memórias pessoais.  In: História Do Direito. Revista do Instituto Max Planck de história do direito Europeu, 17 (2010), pp. 253-299.
- Gabor Hamza: memórias de Franz Wieacker (1908-1994).  In: Acta Facultatis Político-iuridicae Universitatis Scientiarum Budapestinensis de Rolando Eötvös nominatae 34 (1993-94), p. 119-121.
- Gabor Hamza: Franz Wieacker (1908-1994).  In: Anais do Universitatis Scientiarum Budapestinensis de Rolando Eötvös nominatae. Secção Juridica 36 (1995), P. 165-168.
- Hans Ludwig Schreiber: "In memoriam" de Franz Wieacker. Acadêmico memorial em Göttingen, com as palavras de saudação do H.-L. caneta e U. Mölk, memorial palavras de R. von Weizsäcker e G. Pugliese, bem como o comemorativas de fala de J. G. Wolff, Göttingen, 1995.
- Viktor Winkler: A luta contra a lei. Franz Wieackers "de direito privado da história dos tempos modernos" e o alemão ciência jurídica do século 20. Xix, Kovac, de Hamburgo, de 2014, ISBN 978-3-8300-7310-9.
- José Georg Wolf: Franz Wieacker (5. De agosto de 1908 – 17. Fevereiro, 1994).  Em: Stefan Grundmann (Ed.): O código civil alemão professores do século 20. Xix, nos Relatos de seus alunos. Uma história das ideias em apresentações individuais.  Bd. 1, de Gruyter Recht, Berlim, 2007, p. 73-86.

## Ligações Externas
- Literatura de e sobre Franz Wieacker (em alemão) no catálogo da Biblioteca Nacional da Alemanha
- Citações de ou sobreWerke von und über Franz Wieacker na Deutsche Digitale Bibliothekalemão biblioteca Digital
- Franz Wieacker no Professorenkatalog der Universität LeipzigProfessor catálogo da Universidade de Leipzig
- Franz Wiecker no WorldCat
- Baviera Academia de Ciências: obituário de Franz Wieacker